# Lophonotidia melanoleuca
Lophonotidia melanoleuca là một loài bướm đêm trong họ Noctuidae.